# TigreBús
El TigreBús es el sistema de transporte interno que ofrece la Universidad Autónoma de Nuevo León (UANL) a sus alumnos. El servicio es de manera gratuita y cuenta con cuatro distintos recorridos en sus campus: Ciudad Universitaria, Mederos, Campus Ciencias Agropecuarias y Campus de la Salud.

## Historia
Al considerarse que el 80% de los estudiantes universitarios se transportan en sistema de transporte colectivo hacia la Universidad, el Rector José Antonio González Treviño de la Universidad Autónoma de Nuevo León invirtió 8 millones de pesos para cubrir las 6 unidades de transporte climatizadas con las que cuenta, para el traslado de los estudiantes a las distintas facultados y centros con que se cuentan en cada uno de los campus.

## Señalamientos
En lo largo del recorrido del TigreBús se pueden encontrar señalamientos ubicados en áreas estratégicas para poder abordar el camión
.
En los andadores y espacios de estacionamiento existe una mejor iluminación y mayor número de personal de seguridad para dar tranquilidad a los estudiantes, trabajadores y visitantes.

## Recorridos
El recorrido 1 abarca la Ciudad Universitaria, el recorrido dos el Campus de la Salud, el recorrido 3 al Campus Mederos y el recorrido 4 desde la Biblioteca Raúl Rangel Frías a la Librería Universitaria en un horario desde las 6:30 a las 22:20 horas.

### Ciudad Universitaria
- Inicia en la Facultad de Ciencias Biológicas A y B
- Facultad de Ciencias Químicas
- Facultad de Ciencias Físico-Matemáticas
- Facultad de Ingeniería Civil
- Facultad de Ingeniería Mecánica y Eléctrica
- Facultad de Arquitectura
- Estadio Universitario
- Librería Universitaria
- Estación Universidad del Metrorrey
- Facultad de Derecho y Criminología
- Facultad de Contaduría Pública y Administración
- Facultad de Filosofía y Letras
- Centro de Idiomas
- Facultad de Trabajo Social y Desarrollo Humano
- Centro Acuático Olímpico Universitario
- Facultad de Organización Deportiva
- Estadio Gaspar Mass hasta el Estadio Chico Rivera
- Retornando con el mismo recorrido hasta la estación del metro.

### Campus Médico
- Inicia desde la estación del Metro Hospital
- Escuela Preparatoria 15 Madero
- Facultad de Medicina
- Facultad de Odontología
- Facultad de Salud Pública y Nutrición
- Facultad de Psicología
- Facultad de Enfermería

### Campus Mederos
- Inicia en Estación de Transferencia (Lázaro Cárdenas)
- Facultad de Economía
- Facultad de Artes Visuales
- Facultad de Artes Escénicas
- Facultad de Música
- Teatro Universitario
- Centro de Comunicación y Producción Audiovisual
- Facultad de Ciencias Políticas y Administración Pública
- Facultad de Ciencias de la Comunicación
- World Trade Center
- Centro de Estudios y Certificación de Lenguas Extranjeras
- Termina en el Centro de Investigación y Desarrollo de Educación Bilingüe

### Biblioteca Raúl Rangel Frías-Librería Universitaria
- Inicia en el estacionamiento de la Librería Universitaria
- Termina en la Biblioteca Raúl Rangel Frías

### Campus Ciencias Agropecuarias
- Inicia desde la estación del Metro Sendero
- Preparatoria 25
- Facultad de Medicina Veterinaria y Zootecnia
- Centro de Agronegocios
- Facultad de Agronomía
- Biblioteca especializada en Ciencias Agropecuarias